# Podleś (przystanek kolejowy)
Podleś – przystanek osobowy w Nowym Podlesiu, w województwie pomorskim, w Polsce. Kursowały tu pociągi relacji Wierzchucin – Kościerzyna - Wierzchucin, oraz Czersk - Kościerzyna - Czersk. W wakacje 2016 roku przejeżdżał bez zatrzymania pociąg TLK Gemini (53260/1 oraz 35260/1) w relacji Hel - Rzeszów Gł. - Hel. Według rozkładu jazdy obowiązującego od 9 czerwca 2018r. w każdą sobotę i niedzielę i święta przewidziane są dwie pary pociągów relacji Bydgoszcz Gł. - Kościerzyna - Bydgoszcz Gł..